# 건식조경

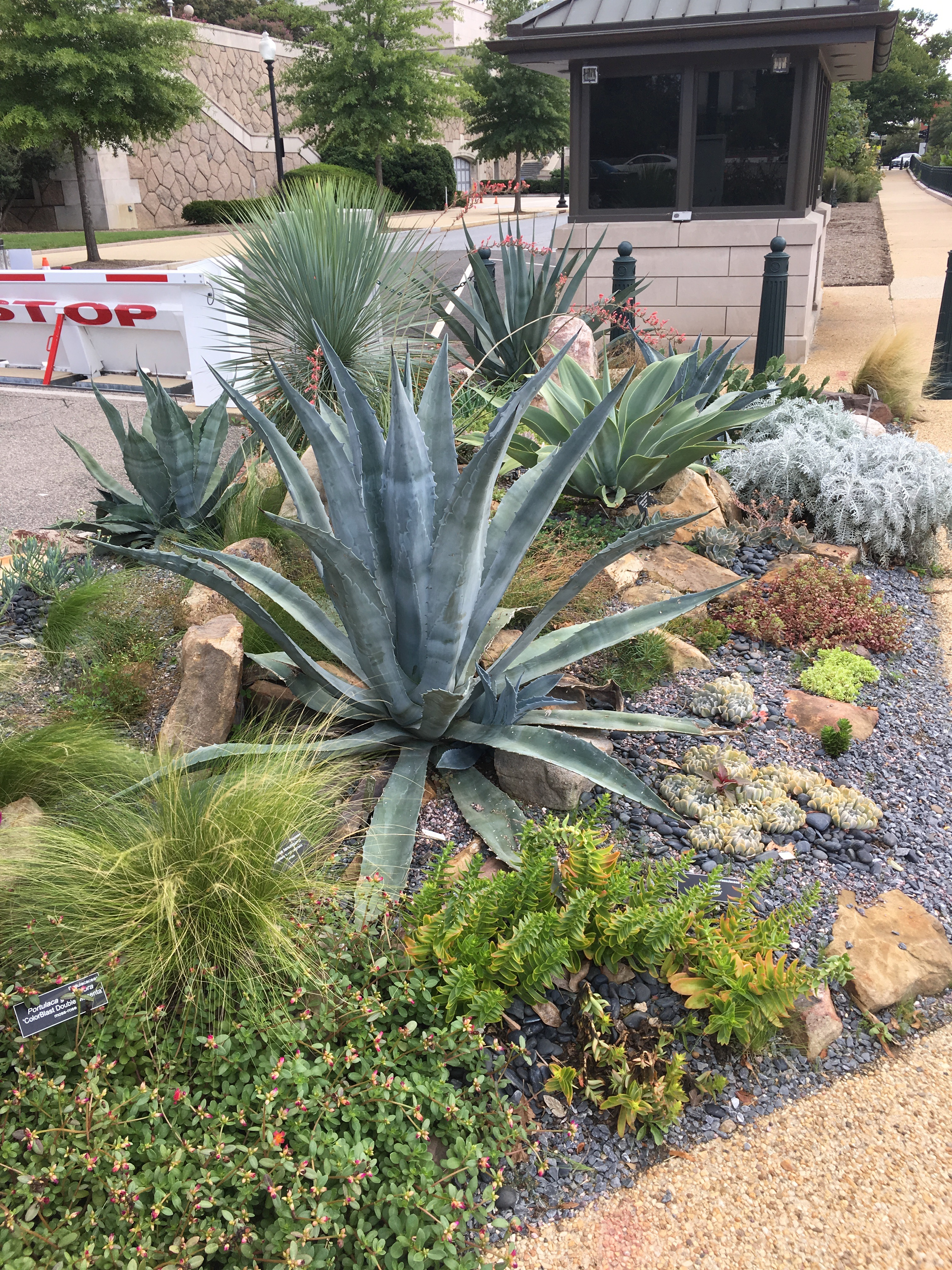
워싱턴 D.C.의 미국 국회 의사당 밖에서 건식조경의 예

건식조경(xerisscapeing)은 관개의 필요성을 줄이거나 없애는 조경 또는 정원 가꾸기 과정이다. 이는 접근 가능하거나 풍부하거나 신뢰할 수 있는 담수 공급이 없는 지역에서 장려되며, 관개용수에 대한 접근이 제한되어 있기 때문에 다른 지역에서도 수용되고 있다. 그러나 이러한 기후에 국한되지는 않는다. 건식조경은 다양한 유형의 전통적인 원예에 대한 대안이 될 수 있다.
일부 지역에서는 물 절약 조경, 가뭄에 강한 조경, 스마트 조경과 같은 용어가 대신 사용된다. 자연적 요건이 지역 기후에 적합한 식물의 사용이 강조되고, 증발과 유출로 인한 물 손실을 방지하기 위해 주의가 기울여진다. 그러나 건식조경에 사용되는 특정 식물은 기후에 따라 다양하다. 이 전략은 내건성(제릭, xeric), 중습성(메식, mesic), 습윤성(하이드릭, hydric) 환경에서 사용될 수 있기 때문이다. 제리스케이핑은 자연조경과 다르다. 왜냐하면 제리스케이핑에서는 반드시 자생 식물을 선택하는 것이 아니라 수자원 보존을 위한 식물을 선택하는 데 중점을 두기 때문이다.
건식조경은 유지 관리와 관개가 적게 필요한 녹지 공간을 생성하고 생물 다양성을 촉진한다. 그러나 사회적 규범과 경관에 대한 이해 부족으로 인해 건식조경에 대한 대중의 인식은 종종 부정적이었다. 일부 사람들은 이러한 유형의 경관이 선인장과 자갈로만 이루어진 추악한 확장이라고 가정하기 때문이다. 그러나 연구에 따르면 물 보존 관행과 제리스케이핑의 이점에 대한 교육이 제리스케이핑에 대한 대중의 인식을 크게 향상시킬 수 있는 것으로 나타났다.

## 같이 보기
- 건조농법
- 후쿠오카 마사노부
- 정원 가꾸기
- 국제건조지역농업연구센터
- 자생
- 자연조경
- 빗물 집수
- 지속농업
- 야생 동물 정원